# محمد نقی‌زاده
محمد نقی‌زاده (متولد ۱۰ شهریور ۱۳۳۱ در نطنز_ وفات ۶ خرداد ۱۴۰۲ در تهران) پژوهشگر ایرانی معماری و برنامه‌ریزی شهری و استادیار دانشگاه آزاد واحد علوم و تحقیقات تهران است. او در نهمین دوره جشنواره بین‌المللی فارابی به عنوان «نظریه‌پرداز برتر» برگزیده شد.

## زندگی
او دوره کارشناسی معماری را در دانشگاه علم و صنعت و دوره کارشناسی ارشد طراحی شهری را در دانشگاه تهران گذراند. نقی‌زاده دانش‌آموخته دوره دکتری از دانشگاه نیو ساوث ولز است.
وی در تاریخ ششم خرداد ماه سال هزارو چهارصد و دو در تهران درگذشت .

## برخی از کتاب‌ها
- تأمّلاتی در متون دینی و ادبی در شهرسازی اسلامی (مجموعه مقالات؛ تدوین)، خورشیدباران، تهران، ۱۳۹۸ (۲۷۲صفحه)
- مکان و مکان سازی (در قلمرو عمومی خوب شهر)، انتشارات جهاد دانشگاهی، تهران، ۱۳۹۷ (۲۹۱ صفحه)
- ارتباط «هنر» و «هنرمند» در آموزه‌های وحیانی و فرهنگ ایرانی، خورشیدباران، تهران، ۱۳۹۷ (۲۳۱ صفحه)
- تأمّلاتی در رابطه متقابل اندیشه، شیوه زیست و مکان (از ابتدای زمین تا مکان ظهور زمین)، خورشید باران، تهران، ۱۳۹۷ (۲۲۸صفحه)
- شهر اسلامی: از اندیشه تا ظهور، انتشارات جهاد دانشگاهی، تهران، ۱۳۹۶ (۳۹۴ صفحه)
- ارتباط انسان با محیط: دریافت زیبایی و معنا (مجموعه مقالات)، انتشارات خورشیدباران، تهران، ۱۳۹۶ (۲۴۲ صفحه)
- نقش مسجد در حیات شهری مسلمانان، انتشارات جهاد دانشگاهی، تهران، ۱۳۹۵ (۱۸۱ صفحه)